# Cotoneaster silvestrii
Cotoneaster silvestrii là loài thực vật có hoa trong họ Hoa hồng. Loài này được Pamp. mô tả khoa học đầu tiên năm 1910.